# Godspeed (Glasvegas)
Godspeed è il quarto album in studio del gruppo musicale scozzese Glasvegas, pubblicato nel 2021.

## Tracce
Testi e musiche di James Allan.
1. Parked Car (Exterior) – 0:41
2. Dive – 3:43
3. Dying to Live – 3:44
4. Shake the Cage (Für Theo) – 4:56
5. Keep Me a Space – 4:17
6. Parked Car (Interior) – 0:33
7. Cupid's Dark Disco – 3:26
8. My Body Is a Glasshouse (A Thousand Stones Ago) – 4:13
9. In My Mirror – 4:22
10. Stay Lit – 3:42
11. Godspeed – 4:30

## Formazione
- James Allan – voce
- Rab Allan – chitarra
- Paul Donoghue – basso
- Jonna Löfgren – batteria